# Opopaea media
Espèce
Synonymes
- Opopaea medius Song & Xu, 1984

Opopaea media est une espèce d'araignées aranéomorphes de la famille des Oonopidae.

## Distribution
Cette espèce est endémique de Chine. Elle se rencontre au Anhui et au Zhejiang.

## Publication originale
- Song & Xu, 1984 : Two new species of oonopid spiders from China. Acta Zootaxonomica Sinica, vol. 9, no 4, p. 361-363.